# 해바라기 (2006년 영화)
"해바라기"는 2006년에 개봉한 대한민국의 영화이다.

## 캐스팅
- 김래원 : 오태식 역
- 김해숙 : 양덕자 역
- 허이재 : 최희주 역
- 김병옥 : 조판수 역
- 김정태 : 김양기 역
- 한정수 : 이창무 역
- 지대한 : 김병진 역
- 박성웅 : 최민석 역
- 박정선 : 성진 역
- 박철호 : 상철 역
- 이호성 : 웰빙 사장 역
- 양희윤 : 미애 역
- 구자훈 : 양기파 역
- 홍은표 : 양기파 역
- 김어진 : 양기파 역
- 김승기 : 창무파 역
- 이준원 : 창무파 역
- 문정수 : 창무파 역
- 이종윤 : 싸우나 직원 역
- 오순태 : 홍사장 역
- 김경천 : 덩치 1 역
- 박유민 : 덩치 2 역
- 박병렬 : 덩치 3 역
- 서동석 : 덩치 4 / 도필 일당 역
- 오권열 : 덩치 5 역
- 김학재 : 대학교수 역
- 이승희 : 비서 역
- 정재헌 : 의사 1 역
- 이후경 : 의사 2 역
- 강석범 : 의사 3 역
- 이란희 : 간호사 1 역
- 신은미 : 간호사 2 역
- 신은숙 : 미애 친구 역
- 김지형 : 조폭 1 역
- 김현준 : 조폭 2 역
- 방계훈 : 조폭 3 역
- 박세훈 : 조폭 4 역
- 박종준 : 조폭 5 역
- 홍의정 : 최도필 역
- 서동석 : 도필 일당 역
- 박병렬 : 도필 일당 역
- 이상하 : 도필 일당 역
- 김원진 : 도필 일당 역
- 심인보 : 정비공 1 역
- 황인성 : 정비공 3 역
- 임지혜 : 룸싸롱 언니1 역
- 김우현 : 룸싸롱 언니2 역
- 최영은 : 룸싸롱 언니3 역
- 남희연 : 다방 언니 역
- 성낙민 : 죄수 1 역
- 김택수 : 죄수 2 역
- 김주란 : 오라클 직원녀 1 역
- 이소진 : 오라클 직원녀 2 역
- 김가은 : uncredited, 룸싸롱 아가씨 역
- 이욱현 : 덕근 역
- 박은혜 : 이은미 역 (특별출연)
- 정은표 : 의사 역 (특별출연)

## 수상
- 2007년 제15회 춘사영화제 (후보)
  - 출품작
- 2007년 제1회 대한민국영화연기대상
  - 최고의 액션연기상 - 김래원